# Zestaw do odkażania ZOd-2
Zestaw do odkażania ZOd-2 – polski zestaw do prowadzenia zabiegów specjalnych, odkażania, dezynfekcji i dezaktywacji sprzętu wojskowego.

## Charakterystyka
Zestaw do odkażania ZOd-2 przeznaczony do prowadzenia odkażania lub dezynfekcji uzbrojenia i techniki wojskowej odkażalnikami organicznymi. Jedna jednostka napełnienia zestawu zabezpiecza całkowite odkażenie powierzchni sprzętowej do 40 m².
| Dane techniczne zestawu                          | Dane techniczne zestawu                |
| ------------------------------------------------ | -------------------------------------- |
| ilość organicznego roztworu odkażającego         | 8 dm³                                  |
| ciśnienie robocze                                | 1,3 MPa                                |
| wytwarzanie ciśnienia roboczego                  | za pomocą zasobnika z gazem (N2O)      |
| wytwarzanie ciśnienia roboczego                  | z układu powietrznego rozruchu silnika |
| wytwarzanie ciśnienia roboczego                  | z układu pompowania kół                |
| pojemność robocza rozpylacza                     | 1 dm³                                  |
| wielkość odkażanej powierzchni 1 dm³ odkażalnika | 5 m²                                   |
| czas wykonania odkażania drogi ewakuacji         | 3–4 min                                |
| czas odkażania jednej jednostki sprzętowej       | do 30 min                              |
| liczba zasobników z gazem (N2O)                  | 20 szt.                                |